# Kling Klang
Kling Klang – pięcioosobowy zespół krautrockowy pochodzący z Liverpoolu.
Zespół powstał w 1999 roku, pierwotnie składał się z trzech członków – dwóch grających na syntezatorach i jednej używającej automatu perkusyjnego. W tym składzie Kling Klang nagrał swoje dwa pierwsze utwory: „Untitled@33rpm” i „Vander”. W 2001 roku do zespołu dołączyły kolejne dwie osoby. W czerwcu 2002 roku miał miejsce przełomowy dla grupy występ ze znanym niemieckim artystą – Mister B. Koncert odbył się w Liverpoolskim magazynie. Tego samego roku Kling Klang podpisali kontrakt z wytwórnią Rock Action Records i wydali EP Superposition. W 2003 roku wyruszyli w trasę z zespołem Mogwai. Po jej zakończeniu zawiesili działalność. Dopiero w 2006 zespół powrócił na scenę. W tym samym roku Kling Klang wydał swój debiutancki album długogrający The Esthetik of Destruction.